# 明花落
明花落（みょうばなおとし）は、埼玉県さいたま市・川口市を流れる河川。下流部では大谷口排水路（おおやぐちはいすいろ）とも呼ばれる。

## 概要
さいたま市緑区原山付近に源を発し、同市南区大谷口の明花地区を経由し南東へ流れ、見沼代用水西縁を伏越でくぐって川口市柳崎で藤右衛門川に合流する。下流部は暗渠化され遊歩道となっているが、上流部は現在も開渠の状態である。また、見沼代用水西縁との交差地点付近に調節池機能を備えた大谷口公園が整備され、2009年（平成21年）11月1日に開園した。

## 橋梁
- 風間橋